# Ash Kigbu
Ahogrenashinme „Ash“ Kigbu (* 5. Februar 1999 in Manchester) ist ein englischer Fußballspieler.

## Karriere

### Verein
Kigbu begann seine Karriere bei Manchester City. Bei Manchester City spielte er unter anderem für die U-18-Mannschaft in der Premier Academy League. Mit der U-19-Mannschaft nahm er in drei Saisonen an der UEFA Youth League teil. Nachdem er 2015/16 und 2016/17 zu keinen Einsätzen gekommen war, absolvierte er 2017/18 zwei Spiele gegen Feyenoord Rotterdam und Schachtar Donezk. 2016 spielte er zudem erstmals für die Reservemannschaft des Vereins.
Im Juli 2018 wechselte Kigbu zum österreichischen Bundesligisten Wolfsberger AC, bei dem er einen bis Juni 2020 laufenden Vertrag erhielt. Sein Debüt in der Bundesliga gab er im August 2018, als er am dritten Spieltag der Saison 2018/19 gegen den SK Rapid Wien in der 80. Minute für Christopher Wernitznig eingewechselt wurde.
Nach der Saison 2018/19 verließ er den WAC. Daraufhin kehrte er im August 2019 nach England zurück und wechselte zum Zweitligisten Stoke City, für dessen U-23-Team er zum Einsatz kommen sollte.

### Nationalmannschaft
Kigbu absolvierte 2016 zwei Spiele für die englische U-18-Auswahl.